# Lycoming O-540
Lycoming O-540 é uma família de motores a pistão de seis cilindros refrigerado a ar, do tipo boxer, utilizado em aviões e helicópteros, com um deslocamento de 8.874 cc, produzido pela Lycoming. Este modelo é uma versão de seis cilindros do motor Lycoming O-360 (que possui quatro cilindros).
Normalmente, estes motores produzem de 230 a 350 hp de potência. São instalados em uma grande variedade de tipos de aeronave. Seus maiores concorrentes são o Continental IO-520 e a série IO-550.

## Projeto e desenvolvimento
A versão AEIO foi desenvolvida para aeronaves de alto desempenho que realizam manobras acrobáticas. Iniciando em 260 hp, a potência foi aumentada para 300 hp. A família AEIO-540 atingiu resultados excelentes em aeronaves de competição, tais como o Extra 300, CAP 232, e o Zivko Edge 540.

## Versões

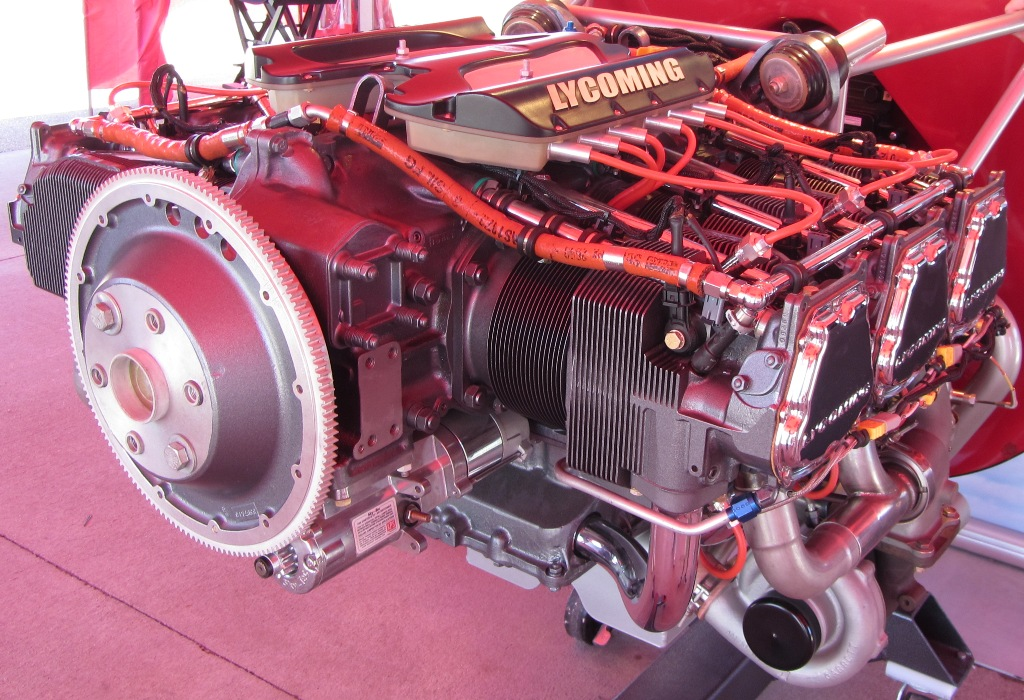
Lycoming TEO-540

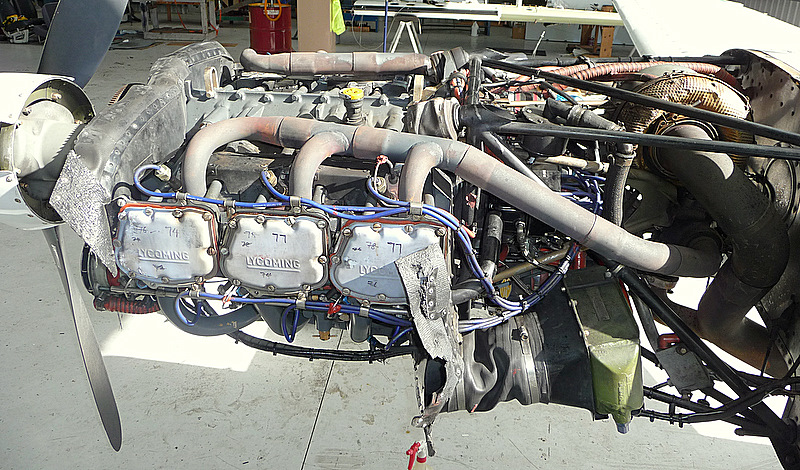
Um LTIO-540 montado na asa direita de um Piper Chieftain. O turbocompressor pode ser visto na parte superior direita da imagem

Todos os motores possuem um prefixo adicional antecedendo o 540 para indicar a configuração específica do motor. Existem também uma série de sufixos, denotando os diferentes acessórios e fabricantes de carburadores ou magnetos.
O-540
Padrão, acionamento direto, aspirado, motor Oposto (boxer) equipado com um carburador.
IO-540
Motor aspirado com Injeção eletrônica.
AEIO-540
Versão aspirada com injeção para uso acrobático (em inglês:  Aerobatic).
TIO-540
Versão Turboalimentada e com injeção.
TEO-540
Versão Turboalimentada com sensores Eletrônicos independentes e controle de injeção de combustível para cada cilindro, gerenciando a detonação e a temperatura do gás de exaustão, permitindo o uso de uma maior gama de tipos de combustível, produzindo até 375 hp.
LTIO-540
Rotação para o lado esquerdo (em inglês:  Left-hand), turboalimentada e com injeção; utilizado como motor do lado direito no Piper PA-31-325 Navajo C/R e no Piper PA-31-350 Chieftain, afim de prevenir problemas de controlabilidade relacionados a motor crítico. É também utilizado como motor esquerdo do Aerostar 700P.
IGO-540
Modelo com caixa de redução (em inglês:  Gearbox) na frente do eixo de manivelas para girar a hélice com menor rotação em relação ao motor. Aspirado e com injeção eletrônica. Motor de cárter seco desenvolvido especialmente para o Aero Commander 560F.
TIGO-540
Versão turboalimentada, com injeção e caixa de redução
IGSO-540
Turbocompressor (em inglês:  Supercharger) girado pelo motor com caixa de redução e injeção de combustível (produz até 380 hp).
VO-540
Motor montado Verticalmente para uso em um helicóptero, aspirado e carburado.
IVO-540
Motor aspirado com injeção de combustível, montado verticalmente para uso em um helicóptero.
TVO-540
Versão turboalimentada e carburada, montada verticalmente para uso em um helicóptero.
TIVO-540
Versão turboalimentada com injeção, montada verticalmente para uso em um helicóptero.
HIO-540
Motor de Helicóptero montado horizontalmente como em um avião. Aspirado e com injeção de combustível. Não é utilizado em aviões.
TIO-541
Igual ao TIO-540, exceto o "1" que indica um acessório.
TIGO-541
Igual ao TIGO-540, exceto o "1" que indica um acessório.

## Aplicações
- AAC Angel
- Aero Commander 500
- AeroVolga LA-8L
- Akaflieg München Mü30 Schlacro
- Barrows Bearhawk
- Bede BD-3
- Beechcraft Bonanza (by aftermarket STC)
- Bellanca Viking 300 (17-31 and 17-31TC)
- Bellanca 17-31ATC Turbo Viking
- Britten-Norman Islander
- Britten-Norman Trislander
- Brantly 305
- CallAir A-9
- Cerva CE.43 Guépard
- Cessna 182
- Cessna 206
- Dornier Do 28
- Dream Tundra
- Edgley Optica
- Embraer EMB 202 Ipanema
- Enaer T-35 Pillan
- Evangel 4500
- Express Series 90
- Gippsland GA8
- Gippsland GA200
- Grob 120
- Hiller UH-12
- IAR-823
- Lancair ES
- Lake Aircraft
- Lasta 95
- Helio/Maule M5-235
- Mooney M20
- Moynet 360-6 Jupiter
- MSW Votec 252T
- Murphy Moose
- Neiva Universal
- PAC CT/4E / CT/4F Airtrainer
- PAC Super Mushshak
- Performance Aircraft Formula GT
- Piaggio P.166
- Piper Aerostar
- Piper Aztec
- Piper Saratoga
- Piper PA-24 Comanche
- Piper PA-25 Pawnee
- Piper PA-28 Cherokee 235
- Piper PA-31 Navajo
- Piper PA-32 Cherokee Six
- Pipistrel Panthera
- Piper PA-46 Mirage
- Pitts Special
- PZL-104MA Wilga 2000
- Raven 2XS
- Ravin 500
- Rihn DR-109
- Robinson R44
- Rockwell Commander 114
- Ruschmeyer R 90-230-FG
- Sharp Nemesis NXT
- SkyDancer SD-260
- Socata TB-20
- Socata TB-30 Epsilon
- Starfire Firebolt
- Swearingen SX-300
- Team Tango Foxtrot
- Team Rocket F1 Rocket
- Ultimate 10-300
- Utva 65
- Van's Aircraft RV-10
- Velocity XL
- Washington T-411 Wolverine
- Zlin Z-143
- Zlín Z 50